# Lotten von Feilitzen
Helena Sophia Charlotta (Lotten) von Feilitzen, född Lindblad den 3 maj 1829 i Stockholm, död på Lövingsborg 16 juli 1912, var en svensk pianist. Hon blev ledamot av Kungliga Musikaliska Akademien 1864.

## Biografi
Lotten von Feilitzen var dotter till tonsättaren Adolf Fredrik Lindblad och Caroline Wilhelmine Sophie Kernell. Hon var elev till sin far i piano och sång, och beskrivs som hans älsklingsbarn. 
Hon verkade som pianopedagog vid sin fars skola utanför Linköping. Hennes far förbjöd henne att spela offentligt då detta inte ansågs passande för kvinnor under denna tid, men hon framträdde vid privata konserter och hennes förmåga blev därför ändå känd och uppskattad. Hon väckte beundran hos Johannes Brahms vän och medarbetare, violinisten Joseph Joachim, när de improviserade kammarmusik tillsammans under en Tysklandsresa 1856. 
Hon förlovade sig 1857 och gifte sig 20 juli 1859 med Urban von Feilitzen av släkten von Feilitzen, och blev mor till textilkonstnären Anna Casparsson. Som gift bosatte hon sig på Lövingsborg, där hon var verksam som privat pianopedagog för tillresta inackorderingar och grannar. Hennes bevarade brevväxling tyder på att hon var en av de första som spelade och spred kännedom om Johannes Brahms pianomusik i Sverige. 1864 bosatte sig hennes föräldrar hos henne, och hon tog hand om dem på deras ålderdom. 
Hon invaldes som associé av Kungliga Musikaliska Akademien den 29 april 1853 och som ledamot nr 399 den 13 maj 1864.
Svärföräldrarna flyttade 1864 till Lövingsborg, där en särskild byggnad uppfördes för deras räkning.